# 人民的名義
『人民的名義』（じんみんてきめいぎ、簡体字: 人民的名义、拼音: Rénmín de Míngyì、英語: In the Name of the People）は、2017年に中華人民共和国で製作放映された、全55話（放映は52話）からなるテレビドラマである。日本未公開。
半沢直樹的なストレートな勧善懲悪のストーリーが評判を呼び、放映当初から視聴率を順調に上げ続け、最高瞬間視聴率80%相当（衛星放送視聴率では8%に換算）を記録している。あまりの人気の為、当局の目に止まることとなり、中国国内では再放送が禁じられたままとなっている。現在は映像サイトで鑑賞が可能。
同名の原作小説（北京十月文芸出版社）は大陸で200万部以上を売り上げた。日本でも『人民の名のもとに』の邦題で翻訳出版されているが、放映からかなり経っての発売であったことや、海外出版を急いだことなど、複数の原因により、その出版自体があまり知られていない。
姉妹編となる『人民的財産』は、制作費65億円をかけた破格のTV作品となっており、2021年10月21日から放映が開始される。小説版は、2021年9月に作家出版社から発売された。

## 中国共産党と中国政府の官職に関する知識[8]

### 書記というポジション
「中国共産党は中国人民を領導する」という表現が中華人民共和国憲法に記されているように、中国国内において、中国共産党は「以党領政」（党を以って政をリードする）の原則のもとに、全ての組織の上に跨る超法規的指導組織として存在する。その為、政府においては、省政府の上に共産党委員会が「指導階級」として設置されており、地方行政府の首長の地位が書記よりも低いという大原則がある。よって、本番組では、漢東省委委員会書記沙瑞金（シャ・ルイジン）をトップとするヒエラルキーの下に役柄が配置されている。また、前任の漢東省委委員会書記趙立春（チャオ・リーチュン）は物語の始まる直前に国家副職である共産党政治局常務委員もしくは国家副主席クラスに栄転したことになっている。

### 漢東省委・漢東省委常委・拡大会議とは
総称は「中国共産党漢東省委員会」、つまり漢東省組織内における中国共産党の指導執行部を意味する。略して「漢東省委」と呼ばれる。漢東省委常委は「中国共産党漢東省委員会常務委員会」の略称である。なお、漢東省委のみならず、中国の各地各クラスの共産党委員会、人民代表大会、政治協商会議も、ある特定の時期にのみ全体会議を行う為、全体会議の休会期間中の事務は常務委員会に一任される。また、番組に登場する京州市委員会書記李達康（リー・ダーカン）と、漢東省人民検察院検察長季昌明は官職では同階級になるが、李書記は漢東省委常委の委員でもあるため、階位は季検察長より上ということになる。
ちなみに、全国人民代表大会（全人代＝国会、日本的には衆議院に相当する立法機関）と全国人民政治協商会議（同参議院、政策オブザーバー的役割を果たす）は、毎年三月に全体会議が開催される。併せて「両会（両会議）」と呼ばれている。
拡大会議は指定範囲外のメンバーも加えた会議を指し、本来よりも参加規模が大きくなるため、「拡大」と名付けされている。参加者の選定には既定の規則はなく、一般に召集者が指名した者が参加を許される形となっている。

### 書記と規委書記の違い
ここでの書記は各地方自治体で実質的に最大の権力を持つ人物であり、市行政について最終的には全ての責任を負うこととなっている。規委書記は「規律検査委員会」に属し、共産党の幹部について、規律（イデオロギー、贈収賄、異性交遊関係など）の問題について、検挙を受けつけ、違反者を取り締まる際の責任者となる。しかし、規律委員会が管轄するは共産党党員のみとなる。
番組放映後、2018年の「両会議」で「国家監察委員会」という機構の発足が決定され、共産党党員を含む公務員全体を監察する体制が形作られた。

## あらすじ

### 第１話　趙徳漢を調査せよ
最高人民検察院（日本の最高検察庁に相当）反汚職総局捜査課の課長侯亮平（ホウ・リャンピン）は通報を受け、ある中央省庁の課長職にある趙徳漢と漢東省京州市（架空の地名）の副市長である丁義珍（ティン・イーチェン）の贈収賄容疑の捜査に取り掛かっていた。侯は丁の逃走を防ぐ為、北京で趙徳漢を逮捕すると同時に、漢東省検察院反汚職局の局長陳海（チェン・ハイ）に対し、丁義珍逮捕について協力を要請する。
侯は趙の自宅を捜査するも成果を得られなかったことから、趙の勤務先の捜査令状を請求し、引き続勤務先の捜査を始める。一方、陳局長は侯の要請を受け、同局の部下である処長陸亦可（ルー・イークー）に逮捕命令を出す。陸処長とその部下林華華（リン・ホアホア）と周正（チョウ・チョン）の検察官二人が、丁の確保のためパーティ会場に向かう。
だが、逮捕に動こうとしたタイミングで、漢東省検察院院長季昌明（チー・チャンミン）は彼らの行動を止め、最高検からの手続きが不備であることを理由に、中国共産党漢東省委員会（漢東省委）に報告に向かわせる。報告会の出席者は陳と季のほか、漢東省委副書記である高育良（カオ・ユーリャン）、京州市委書記李達康（リー・ダーカン）と漢東省公安庁庁長祁同偉（チー・トンウェイ）だった。それとほぼ同時進行で、北京で趙の勤務先の捜査で成果が上がらぬ侯は、陳に「丁を逃さぬように」と語気を強める。
丁の参加するパーティの現場に向かった林、周は、漢東国際ホテルの宴会場で監視を続ける中、丁を見逃してしまう。丁は秘密めいた電話を受け、省長に提出する資料を用意すると言い残し、宴会場から逃げ出したのだ。しかし、それでも、省委員会での丁逮捕に関する討論は結論を得ず、対応措置が取られることはなかった（丁義珍は漢東省において高位にあることから、党中央委員会もしくは最低でも省委員会の許可なく漢東省検察院に送検することはできない）。
丁の逃走に気づいた検察官二人は、上司に状況を報告、ホテルをくまなく捜査し、防犯カメラの映像から丁の逃走を発見する。逃走を知った陳局長は省委の結論を待つことなく逮捕を決意するが、丁はすでに偽のパスポートで渡米していた。

### 第２話　趙徳漢の大罪
丁義珍を乗せた飛行機はロスアンゼルスへと向かった。
趙徳漢は侯課長が汚職の証拠なきままに詰問し、無実の罪を着せようとしていると訴訟を匂わせる。それに答えるように、侯課長はわざと丁義珍が手がけた京州市のプロジェクトのことを聞き始める。趙は丁の犯行の発覚を恐れ、丁から収賄されかけたと漏らす。侯は趙に罪を認める意思のないことを見てとると、慌てず騒がず趙を車に乗せ、趙の所有する秘密の別荘に案内させる。別荘に到着した趙はの顔色を一変、立つ気力すら失う。趙は別荘が自分のものであることを否認したが、捜査員に人民元の詰まった冷蔵庫を開けられると、「誰かがうちの冷蔵庫に金を詰めたんだ」と失言し、別荘の所有を認めることになる。
丁義珍逃走事件の報告会終了後、高副書記は祁庁長と李書記に言葉をかけ、丁容疑者との共謀の疑念について話し出す。李書記は自分の政治生命のため、苦しい胸の内を語る。李は八年前に林城を主管した時にも、副市長が汚職のために逮捕され、投資家らが資金を回収したため、林城のGDPは省内最下位になっていたのだ。祁庁長も李書記を支持したが、これは自分が出世して省委員会に食い込むための根回しの思いからだった。しかし、その指導教官だった高副書記はあまり功を急がぬよう注意する。というのも、省委員会には中央の任命を受けた書記沙瑞金が来たばかりで先が読めないことや、李が省長に昇進するという噂もあるからだった。
会合後、李は自分の職場に戻り、光明区の孫区長と京州市規律検査委員会の張書記に八つ当たりする。季検察長は弁解の余地すら与えず、高副書記も沙書記に責任を押し付け、丁義珍も李書記の化身を自称して不法行為を犯すという問題に囲まれがらも、高副書記の考えも読めず、祁庁長の支持の下心もわからぬ李は一人考え込むのだった。

## 配役
| 登場人物                      | 出演者 | 紹介 |
| ----------------------------- | ------ | --- |
| 侯亮平 （ホウ・リャンピン）   | 陸毅   | 最高人民検察院反汚職総局捜査課長兼漢東省人民検察院副検察長兼反汚職局長。漢東大学在学中に陳海と同級。祁同偉の後輩、高育良の教え子に当たる。 |
| 沙瑞金 （シャ・ルイジン）     | 張豊毅 | 漢東省党委員会書記。親が陳岩石元副検察長の戦友で、戦時中に犠牲になったことから陳元副検察長に育てられた。                                   |
| 李達康 （リー・ダーカン）     | 呉剛   | 漢東省党委員会常務委員兼京州市党委員会書記。妻は京州銀行副頭取の欧陽菁。                                                                   |
| 祁同偉 （チー・トンウェイ）   | 許亜軍 | 漢東省公安庁長。漢東大学在学中には陳海と侯亮平の先輩であり、共に高育良の教え子だった。妻は高育良副書記の元上司の娘。                       |
| 高育良 （カオ・ユーリャン）   | 張志堅 | 漢東省党委員会副書記兼党政法委員会書記。漢東大学在職中に陳海と侯亮平と祁同偉を教えた。元上司が祁同偉の義父。                               |
| 陸亦可 （ルー・イークー）     | 柯藍   | 漢東省検察院反汚職局の女性検査官。母の姉妹が高育良副書記の前妻。                                                                           |
| 高小琴 （カオ・シャオチン）   | 胡静   | 山水グループの会長。双子の妹は高育良副書記の配偶者（後半で判明）。                                                                         |
| 呉恵芬 （ウー・ホイフェン）   | 張凱麗 | 漢東大学教授。専門は明代史。高育良の前妻で、年下の後妻の存在を知りつつ形だけの夫婦を繕っている。姉妹の娘が陸亦可。                         |
| 陳岩石 （チェン・イェンシー） | 白志迪 | 漢東省検察院元常務副検察長。陳海の父であり、季昌明検察長の元上司。沙瑞金の育ての父。                                                       |
| 趙東来 （チャオ・ドンライ）   | 丁海峰 | 漢東省京州市公安局長。陸亦可に好意を抱く。                                                                                                 |
| 趙瑞龍 （チャオ・ルイロン）   | 馮雷   | 趙立春の長男で、父親の庇護のもとで悪事を働く。                                                                                             |
| 鄭西坡 （チョン・シーポー）   | 李光復 | 大風ファクトリー労働組合主席、新大風ファクトリー会長。                                                                                     |

## 主題歌
- エンディング：『以人民的名義』（人民の名において）、作詞：陳曦（チェン・シー）、作曲：董冬冬（ドン・ドンドン）、演唱：韓磊（ハン・レイ）、江映蓉（ビビ・ジャン）
- 挿入曲：『誓如當初』（誓いは最初の頃の如く）、作詞：陳曦、作曲：董冬冬、編曲：閆天午（イェン・ティエンウー）、演唱：許鶴繽（シュ・ホービン）